# Чепрага Надія Олексіївна
Надія Олексіївна Чепрага (рум. Nadejda Cepraga; нар. 1 вересня 1956, село Респопень, Молдавська РСР) — молдовська радянська естрадна співачка, член Ради з культури при Відділі зовнішніх церковних зв'язків Православної Церкви Молдови. Народна артистка Молдавської РСР (1988) Заслужена артистка Росії (1999).

## Життєпис
Надія Чепрага народилася 1 вересня 1956 року в селі Респопень Шолданештського району Молдавської РСР. Батько — Олексій Павлович Чепрага (Герой Соціалістичної Праці, кавалер Ордена Леніна), мати — Зінаїда Діонісівна Чепрага.
Після виступу на фестивалі пісні в четвертому класі, вона стає солісткою самодіяльного колективу «Думбрава», названого по імені річки, що протікає через її рідне село. У шостому класі вона знялася в короткометражному фільмі студії «Телефільм Кишинеу» «На збиранні винограду» в ролі солістки ансамблю.
У дев'ятому класі Надія Чепрага дебютувала в одній з популярних дитячих передач «Будильник» з піснею «Веселе весілля» на власні слова і музику Євгена Доги. Незабаром Надія бере участь у передачі Центрального телебачення «Екран збирає друзів». Після цього її запросили в оркестр Центрального Телебачення і Всесоюзного радіо під керуванням Ю. В. Силантьєва, разом з яким вона записала для первомайського «Блакитного вогника» свою першу пісню «Весела весілля».
У 1972 році Народний артист СРСР І. М. Туманов запросив Надію Чепрагу на гастролі у Францію, де вона бере участь у фестивалі народної пісні і отримує Золоту медаль. З піснею «Хлопець з Парижа» дебютує в залі «Олімпія». У 1973 році 21-річна Надія Чепрага виступає на X Всесвітньому фестивалі молоді і студентів у Берліні. За пісню «Дойна» отримала звання лауреата і Золоту медаль у конкурсі фолк-музики. У тому ж році вийшла перша платівка-міньйон «Струни гітари» з піснею Євгена Доги на слова В. Лазарєва «Весна — ровесниця любові» у виконанні Надії Чепраги.
Надія Чепрага була солісткою естрадно-симфонічного оркестру республіканського Держтелерадіо, де пропрацювала 10 років. У 1973—1977 роках навчалася у музичному училищі ім. Штефана Няги на факультетах вокалу хорового диригування. У 1977—1982 роках — навчається в Державній консерваторії імені Гавриїла Музіческу в Кишиневі по класу вокалу і хорового диригування.
У ці роки співачка бере участь у численних конкурсах, фестивалях, телепередачах. Вона стає лауреатом фестивалю «Вежі Вільнюса-74» (Литовська РСР), дипломантом конкурсу «З піснею по життю» (1976, спеціальний приз за артистичність і телегенічність), лауреатом телефестивалю «Зірка Болгарії», переможницею фестивалю «Інтерталант» (1977, Чехословаччина), лауреатом Всесвітніх фестивалів молоді і студентів у Берліні (1973), Гавані (1978), Москві (1985, за виконання пісні «Візьмемося за руки, друзі» разом з американським співаком Діном Рідом) і Пхеньяні (1989). У Пхеньяні Надія Чепрага під час урочистого відкриття та закриття фестивалю виконала фестивальний вальс на корейській мові. У 1988 році на фестивалі радянсько-лаоської дружби разом з лаоським співаком Нгуєн Тняном завершує фестиваль національною лаоською піснею.
З 1977 року Чепрага постійно бере участь у концертах «Пісня року». Після виконання пісні «Мені приснився шум дощу» в передачах «Блакитний вогник» і «Пісня-77», яка стала своєрідним «гімном» космонавтів, про співачку дізнався весь Радянський Союз. У 1980 році Надія Чепрага брала участь у ювілейному фестивалі «Сопот» та у культурній програмі «Олімпіада-80» в Москві. У 1986 році взяла участь у заключному гала-концерті Ігор доброї волі. Чепрага була почесним гостем фольклорного фестивалю «Мелодії серця» в Сан-Франциско (1993, Приз глядачів за пісню «Хава-нагіла»), конкурсу «Вінок пісень» (1994, Лос-Анджелес) та фестивалю «Голос Сінгапуру» (1994, Срібна медаль за пісню «Жайворонок»).
Чепрага знялася в 7 фільмах на Центральному телебаченні СРСР, 11 фільмах на телерадіо Молдови: «На зборі винограду», «Дністровські мелодії», «І славний день настав», «Шість років з дому», «Надія Чепрага», «Зустріч з Н. Чепрагою» (1982), «Ескізи до портрета» (1992), «Дві руки, серце і корона» (1998, студія «Дінейр-фільм», США) та інші. На пісні «Три лілії», «Покатай мене, кучерявий», «Ошуканець і дурисвітка», «Рома-Роман», «Ти чужий», «Вітерець», «Раба кохання» і «Не забувайте» зняті відеокліпи. У фондах Центрального телебачення, Всесоюзного радіо і телерадіо Молдови зберігаються близько 200 виконаних Надією Чепрагою пісень.
Надія Чепрага — член Міжнародного союзу діячів естрадного мистецтва, член Московського ділового жіночого клубу «Вера», клуба «Ротарі». Голова журі в конкурсі молодих виконавців естрадною пісні «Россия в сердце и судьбе».
У 2001 році на телеканалі НТВ вийшов документальний фільм «Два береги Надії Чепраги».
У 2011 році випуск авторської програми Олега Нестерова «По хвилі моєї пам'яті» (Канал «Время» — Первый канал. Всемирная сеть) був присвячений Надії Чепразі.

## Особисте життя
Чоловік — Литвинов Євген Олександрович, доктор економічних наук, професор.
Син — Литвинов Іван Євгенович, студент.
У вільний час захоплюється шиттям, любить гарні книги, фільми, музику. Серед улюблених артистів: Н. Крючков, М. Ладиніна, Л. Смирнова, Є. Леонов, М. Пуговкін. Займається бігом, гімнастикою, плаванням.
Надія Чепрага зібрала унікальний домашній музей — понад 300 пар взуття, в яких виступала на концертних майданчиках. Серед домашніх улюбленців — два коти і кокер-спанієль Енні.

## Визнання
- 1980 рік «Заслужена артистка Молдавської РСР».
- 1988 рік «Народна артистка Молдавської РСР».
- 1999 рік підписаний Указ про присвоєння Надії Чепразі почесного звання «Заслужена артистка Російської Федерації».
- 2003 рік Надія Чепрага нагороджена Орденським Золотим Хрестом «За самовіддану працю на благо Росії».
- 2004 рік отримує диплом уряду Москви за участь у щорічній благодійній програмі «Діти Миру і Добра».
- 2005 рік нагороджується Золотою медаллю до 100-річчя М. О. Шолохова за активну участь у фестивалі «Шолоховська весна».
- 2007 рік отримала медаль Префекта Південно-Східного району Москви за внесок в розвиток.
- 2008 рік нагороджена вищою громадською відзнакою — орденом «Катерина Велика» I ступеня.

## Вибрані пісні Н. Чепраги
- «Вири» (А. Морозов — А. Поперечний)
- «Симфонія почуттів» (В. Теодорович — Г. Вієру)
- «Незаміжня» (А. Морозов — А. Поперечний)
- «В краю рідному» (Н. Чепрага — Н. Дабіжа)
- «А у мене тільки ти» (В. Єнакі — Н. Зінов'єв)
- «Затоплений човен» (А. Мажуков — Н. Зінов'єв)
- «Перекоти-поле» (А. Луньов — Л. Козлова)
- «Селяночка» (Молдовська народна)
- «Ось яка вона» (Я. Райбург — М. Таніч)

### Пісні на музику Є. Доги
- «Сонячний день» (В. Лазарєв)
- «До зустрічі» (Г. Вієру)
- «Мені приснився шум дощу» (В. Лазарєв) — ісп. в дуеті з Владиславом Конновим
- «Пісня Ради» (В. Захаріє)
- «Струни гітари» (Я. Халецький)
- «Кодри Молдови» (Р. Воде)

## Дискографія
| Лазерні диски: - 1991 — «День ангела» («Молд-рекордз») - 1995 — «Раба кохання» («AVA Records») - 1998 — «Незаміжня» («ОРТ-рекордз») - 2000 — «Найкращі пісні різних років» (РОФ «Зірки Вітчизни») - 2002 — «Імена на всі часи» (Compilation «Квадро Диск») - 2003 — «Зоряна серія» (S. T. R. Records) - 2004 — «Любовний настрій» (фірма грамзапису «Никитин») - 2004 — «Шум дощу» («Парк-Рекордз») - 2007 — «Перекоти-поле» («Моноліт-рекордс») - 2008 — "Золота колекція РЕТРО 2CD («Бомба-Мьюзік») - 2008 — «ВИБРАНЕ» MP3 («Бомба-Мьюзік») | Вінілові диски: - 1976 — «Співає Надія Чепрага» («Мелодія») - 1984 — «Тільки ти» («Мелодія») - 1990 — «Ось яка вона…» («Мелодія») |

## Фільмографія
1. 19?? — На зборі винограду («Телефільм — Кишинеу»)
2. 1973 — Дністровські мелодії («Телефільм — Кишинеу»)
3. 1978 — Казка як казка (художній музичний фільм)
4. 1982 — Зустріч з Надією Чепрагою (Фільм-концерт, ЦТ)
5. 1984 — Співає Надія Чепрага (Фільм-концерт, ЦТ)
6. 1992 — Ескізи до портрету (Фільм-концерт, ЦТ)
7. 1998 — Дві руки, серце і корона (студія «Дінейр-фільм», США)
8. 2001 — Два береги Надії Чепраги (НТВ)
9. 2005 — Кулагін і партнери (Серіал)